# Einar Pettersen
Einar Leonard Pettersen (ur. 23 czerwca 1987, zm. 23 marca 1966) – norweski zapaśnik walczący przeważnie w stylu klasycznym. Srebrny medalista mistrzostw świata w 1922 roku.
Mistrz Norwegii w 1927 roku.